# انتقام ماساموني-كن
انتقام ماساموني-كن (باليابانية: 政宗くんのリベンジ) (بالروماجي: Masamune-kun no Ribenji) مانغا يابانية من تأليف هازوكي تاكييوكا ورسم تيف، المانغا من نشر دار Ichijinsha في اليابان وهي متسلسلة في مجلة الأولاد كوميك ريكس منذ 2012 ولديها حتى الآن 9 مجلدات في الأسواق اليابانية، وقد اقتبست المانغا إلى أنمي تلفزيوني من إنتاج استديو سيلفر لينك واخراج السيدة ميراي ميناتو وبدء عرضه في يناير 2017.

## القصة
تدور احداث القصة حول طفل سمين يدعى ماكابي ماساموني يتم التنمر عليه من قبل فتاة تدعى اداغاكي آكي، في أحد الايام قرر ان ينتقم منها واعتزم ان ينقص وزنه وان يحسن من حاله فقط كي ينتقم منها وبعد مرور السنين تحول الطفل السمين ماكابي ماساموني إلى شاب وسيم وذكي ورياضي وانتقل إلى مدرسة آكي لكي يواجهها وينتقم منها على السنين التي تنمرت عليه، هل سيجري الانتقام كما خطط له ؟ وهل سيكون الانتقام باللذة التي كان يعتقدها؟.

## الشخصيات
- ماساموني ماكابي (باليابانية: 真壁 政宗)

مؤدي الصوت: ناتسُكي هاناي.
- آكي آداغاكي (باليابانية: 安達垣 愛姫)

مؤدي الصوت: آياكا أوهاشي.
- يوشينو كويواي (باليابانية: 小岩井 吉乃)

مؤدي الصوت: إينوري ميناسي.
- نِيكو فوجينوميا (باليابانية: 藤ノ宮 寧子)

مؤدي الصوت: سوزوكو ميموري.
- تاي فوتابا (باليابانية: 双葉 妙)

مؤدي الصوت: أزوسا تادوكورو.
- كوجورو شوري (باليابانية: 朱里 小十郎)

مؤدي الصوت: ساوري هايامي.
- كينوي هاياسي (باليابانية: 早瀬 絹江)

مؤدي الصوت: يوي أوغورو.
- تشانتسو هاياسي (باليابانية: 早瀬 千夏)

مؤدي الصوت: آسُكا أوغامي.
- كيكوني كيبا (باليابانية: 木場菊音)

مؤدي الصوت: كاناي إيتو.
- سونوكو كانِيكو (باليابانية: 金子園香)

مؤدي الصوت: ماريا إيسي.
- ماري ميزونو (باليابانية: 水野 鞠)

مؤدي الصوت: ساتومي ساتو.

## الحلقات
| رقم الحلقة | عنوان الحلقة                                                                             | تاريخ العرض الأصلي   |
| --- | ---------------------------------------------------------------------------------------- | -------------------- |
| 1 | «الفتى الذي أُطلق عليه قدم الخنزير» "Tonsoku to yoba reta otoko" (豚足と呼ばれた男)       | 5 كانون الثاني 2017  |
| كان ماكابي ماساموني فتىً صغيرًا سمين، ولكن بعد سنوات من التدريب، تمكّن من فقدان وزنه وأصبح وسيمًا، كلّ هذا من أجل أن ينتقم من فتاةٍ أطلقت عليه قدم الخنزير وهو طفل وسيفعل ذلك بجعلها تقع في حبّه ثم يرفضها كما فعلَت. |                                                                                          |                      |
| 2 | «سندريلا لا تبتسم» "Shinderera wa warawanai" (シンデレラは笑わない)                      | 12 كانون الثاني 2017 |
| يكمل ماساموني محاولاته بجعل أداغاكي أكي تقع في حبّه، وفي الوقت ذاته قلقًا من يكون مُرسل الرسالة الذي يعرف هويته القديمة.                                                                                         |                                                                                          |                      |
| 3 | «عرض يوشينو السحري» "Yoshino no majikkushō" (吉乃のマジックショー)                       | 19 كانون الثاني 2017 |
| يتّحد ماساموني مع كوجورو ويتحدّى أكي ويوشينو ليروا من يحصد أعلى درجات في الاختبارات ليتمكّن من الخروج في موعد مع أكي إن فاز، وإن خسر...                                                                          |                                                                                          |                      |
| 4 | «خطر واضح وحاضر» "Ima soko ni aru kiki" (今そこにある危機)                               | 26 كانون الثاني 2017 |
| يخطّط ماساموني انتقامه عن طريق قراءة مانغا الشوجو "باراستي" ولكن تخبره يوشينو بأنّه لا يفعل ذلك بالشكل الصحيح. وتخبره بأن يتجاهلها لتنتبه له، ولكن...                                                           |                                                                                          |                      |
| 5 | «القطّة الغامضة» "Misuteriasu kyatto" (ミステリアス・キャット)                            | 2 شباط 2017          |
| تظهر فتاة جديدة أمام ماساموني ويوشينو، وتباغت ماساموني بضمّه فجأة، مما يسبب سوء فهم من طرف يوشينو. |                                                                                          |                      |
| 6 | «هجوم! معركة زيارات المنزل!» "Totsugeki! Otaku hōmon-sen" (突撃！お宅訪問戦)             | 9 شباط 2017          |
| زيارة مفاجئة من نيكو ويوشينو لمنزل ماساموني، ماذا قد يفعل لإخفاء ماضيّه عن نيكو وماذا سيحلّ بينهما؟ |                                                                                          |                      |
| 7 | «حادثة جزيرة تسونادي» "Tsunade-jima jiken" (綱手島事件)                                  | 16 شباط 2017         |
| يذهب ماساموني والآخرين إلى جزيرة توجد فيها فيلا لعائلة أكي، وتستقبلهم سكرتيرة والد أداغاكي الجميلة، ما الذي قد يحدث بينهم؟                                                                                    |                                                                                          |                      |
| 8 | «ليس أنت» "Kimi janai nda" (君じゃないんだ)                                              | 23 شباط 2017         |
| يكتشف ماساموني اختفاء صورته عندما كان صغيرًا التي مخبّأةً لديه، ويريد معرفة من الذي أخذها... |                                                                                          |                      |
| 9 | «أُطلق عليه الحب والعاطفة» "Ai tomo koi tomo iukeredo" (愛とも恋ともいうけれど)           | 2 آذار 2017          |
| يذهب الجميع للبحث عن نيكو، ويعيد ماساموني التفكير بأشياء كثيرة، ويُكشف عن خبايا لم تكن معروفة من قبل. |                                                                                          |                      |
| 10 | «الفصل الدراسي الجديد المليء بالشكوك» "Giwaku no shin gakki" (疑惑の新学期)              | 9 آذار 2017          |
| يبدأ الفصل الدراسي الجديد بانتقال "ماساموني" إلى المدرسة، ويتفاجأ الجميع من تصرّفات أكي نحوه. |                                                                                          |                      |
| 11 | «بياض ثلج حفل ياساكا» "Yasaka sai no shirayukihime" (八坂祭の白雪姫)                     | 16 آذار 2017         |
| يصاب ماساموني بنزلة برد نتيجة فعلٍ أحمق قد فعله في الليلة التي تسبق يوم المهرجان، فهل سيستطيع تأدية دوره بلا مشاكل؟                                                                                            |                                                                                          |                      |
| 12 | «لا تترك الميكروفون حتّى لو مت» "Shindemo maiku o tebanasu na" (死んでもマイクを手放すな) | 23 آذار 2017         |
| تبدأ مسرحية فصل أداغاكي دون أميرهم، فكيف سينهون بياض الثلج بلا أمير؟ |                                                                                          |                      |

## روابط أضافية
- الموقع الرسمي
- الموقع الرسمي
- الحساب الرسمي على تويتر
- الموقع الرسمي
 في Seven Seas Entertainment
- انتقام ماساموني-كن على موقع ANN manga (الإنجليزية)

لم يتم العثور على روابط لمواقع التواصل الاجتماعي.